# Рохалес
Рохалес (ісп. Rojales) — муніципалітет в Іспанії, у складі автономної спільноти Валенсія, у провінції Аліканте. Населення — 16 943 особи (2022).

## Географія
Муніципалітет розташований на відстані близько 360 км на південний схід від Мадрида, 35 км на південний захід від Аліканте.

## Демографія
Динаміка населення (INE ):

## Галерея зображень

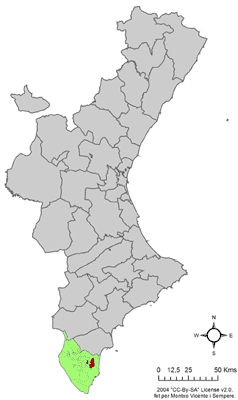
Розташування муніципалітету Рохалес у автономній спільноті Валенсія
Розташування муніципалітету у комарці Вега-Баха-дель-Сегура